# Fangxiang
Fangxiang (方響 / 方响,  fāngxiǎng,  fang hsiang) war ein in der chinesischen Musik gespieltes Metallophon aus einem Satz von sechzehn gestimmten Metallstäben aus Eisen, die in zwei Reihen zu jeweils acht übereinander senkrecht in einem Holzrahmen hingen. Das Schlagplattenspiel war in der Tang-Dynastie (618–907) beliebt und verschwand danach.
Die Platten hatten die gleiche Länge und Breite, waren aber unterschiedlich dick. Sie wurden mit einem Hammer angeschlagen. Das fangxiang ähnelt dem alten chinesischen Klangsteinspiel bianqing und dem Glockenspiel bianzhong, die früher in der Tempel- und Hofmusik verwendet wurden. Ein heutiger Nachfolger dieser als Melodieinstrument eingesetzten Idiophone ist das Gongspiel yunluo.
In der chinesischen Musikinstrumentenklassifikation der „Acht Klänge“ (bayin) gehört es in die Kategorie Metall.